# Chlorochorion
Chlorochorion é um género botânico pertencente à família Rubiaceae.